# El Hato (Falcón)
Pour les articles homonymes, voir El Hato.
El Hato est la capitale de la paroisse civile d'El Hato de la municipalité de Falcón de l'État de Falcón au Venezuela.